# James Dunn
James Howard Dunn (født 2. november 1901, død 1. september 1967) var en amerikansk teater-, tv- og filmskuespiller. Han arbejdede med sin far som en børsmægler på Wall Street i tre år, før at forfølge en karriere som skuespiller.
I 1931 underskrev Fox Studios en kontrakt med ham, og han indspillede 22 film med ham.
Dunn medvirkede bl.a i Kærlighed og Knock Out (1932) og Hello, Sister! (1933). Hans præstation i filmen Der vokser et træ i Brooklyn fra 1945 indbragte ham en Oscar for bedste mandlige birolle.
Han var gift med Edna Rush fra 1945 til 1967 efter skilsmisse fra Frances Gifford i 1942.